# هزار جزیره
هزار جزیره (به انگلیسی Thousand Islands) به مجمع الجزایری گفته می‌شود که در محدوده ی مرزی بین کانادا و ایالات متحده ی آمریکا واقع شده است.

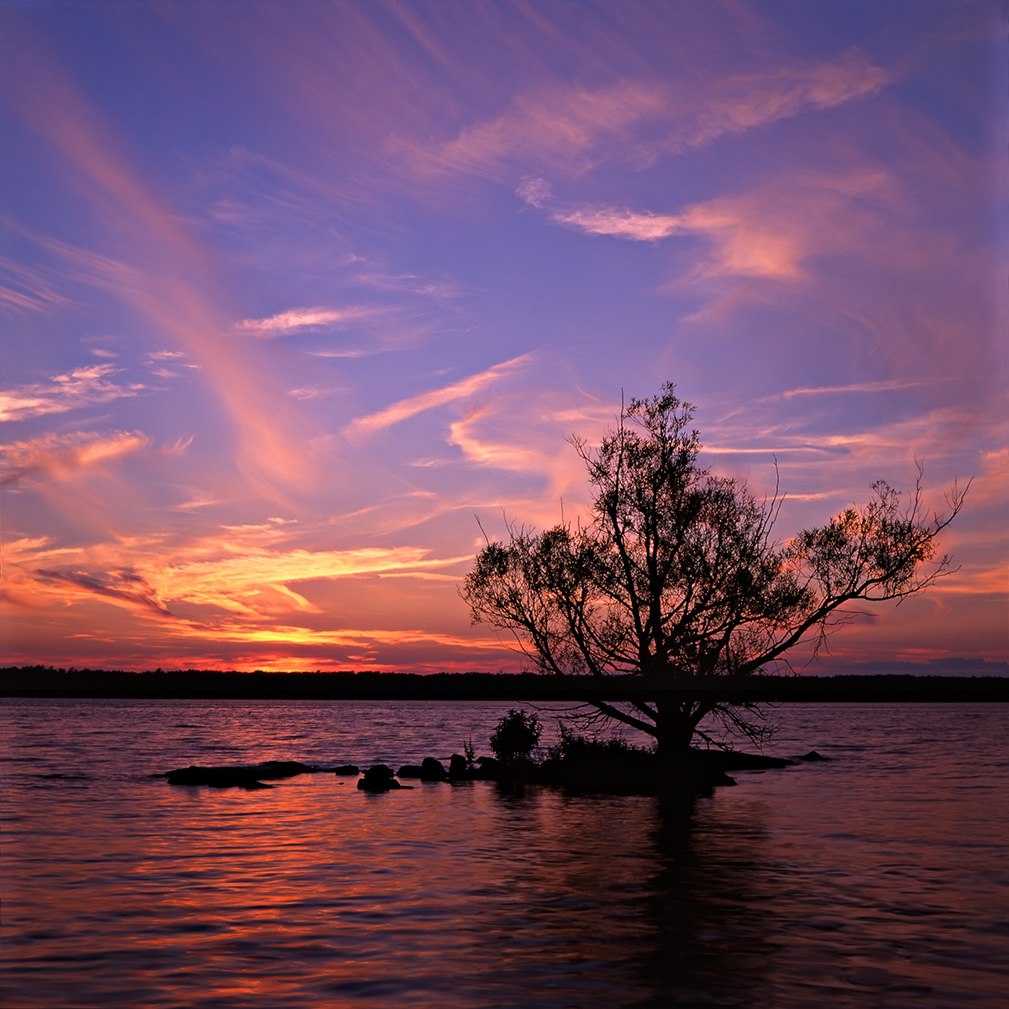
غروب خورشید بر فراز یکی از کوچکترین جزیره ها. این جزیره دارای یک درخت و دو بوته ی کوچک است.

جزایر کانادایی در استان اونتاریو و جزایر آمریکایی در ایالت نیویورک واقع شده‌اند.
جزیره‌ها که به تعداد ۱۷۹۳ عدد هستند، از لحاظ گسنره بین ۱۰۰ کیلومتر مربع تا صخره‌های بیرون از آب مانده ی کوچکی به اندازه ی ۹۳۰ سانتیمتر مربع می باشند.
شمار جزیره‌ها بدین سان سنجیده شده است که همه ی جزایر باید در تمام طول سال به کمینه ی یک فوت مربع (۹۳۰ سانتیمتر مربع) بیرون از آب باشند، و دست کم دارای یک درخت زنده باشند.
این منطقه در بین گردشگران و قایقرانان بسیار مشهور است و معمولاً از آن به عنوان "مرکز قایقرانی آب شیرین جهان" یاد می گردد.

## سس هزار جزیره
نام سس هزار جزیره احتمالاً به این منطقه برمیگردد. امروزه گونه های متفاوتی از این سس وجود دارد.

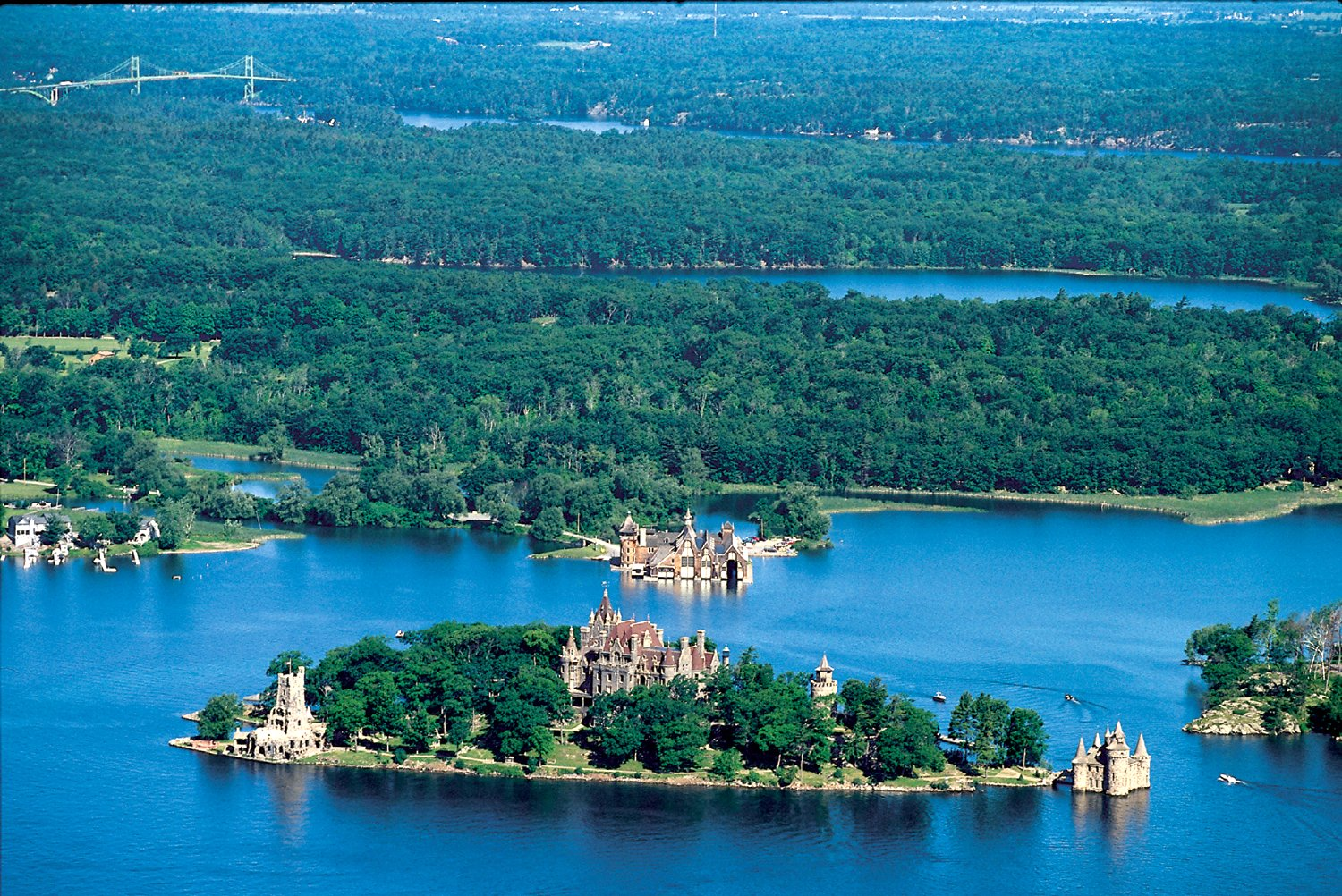
تصویر هوایی جزیره ی بولت کسل.

## نگارخانه

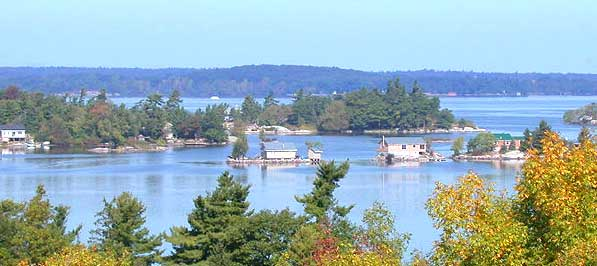
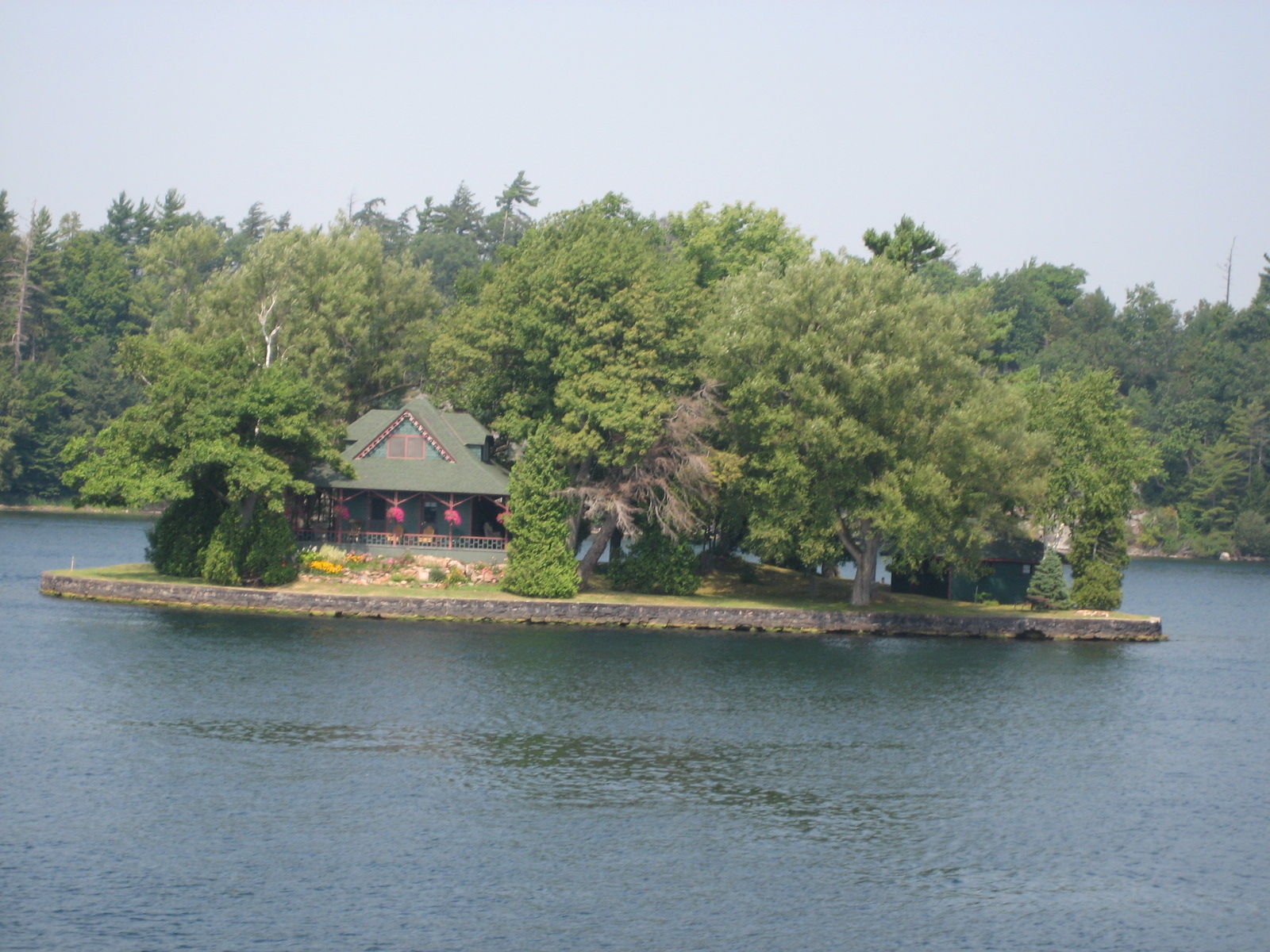
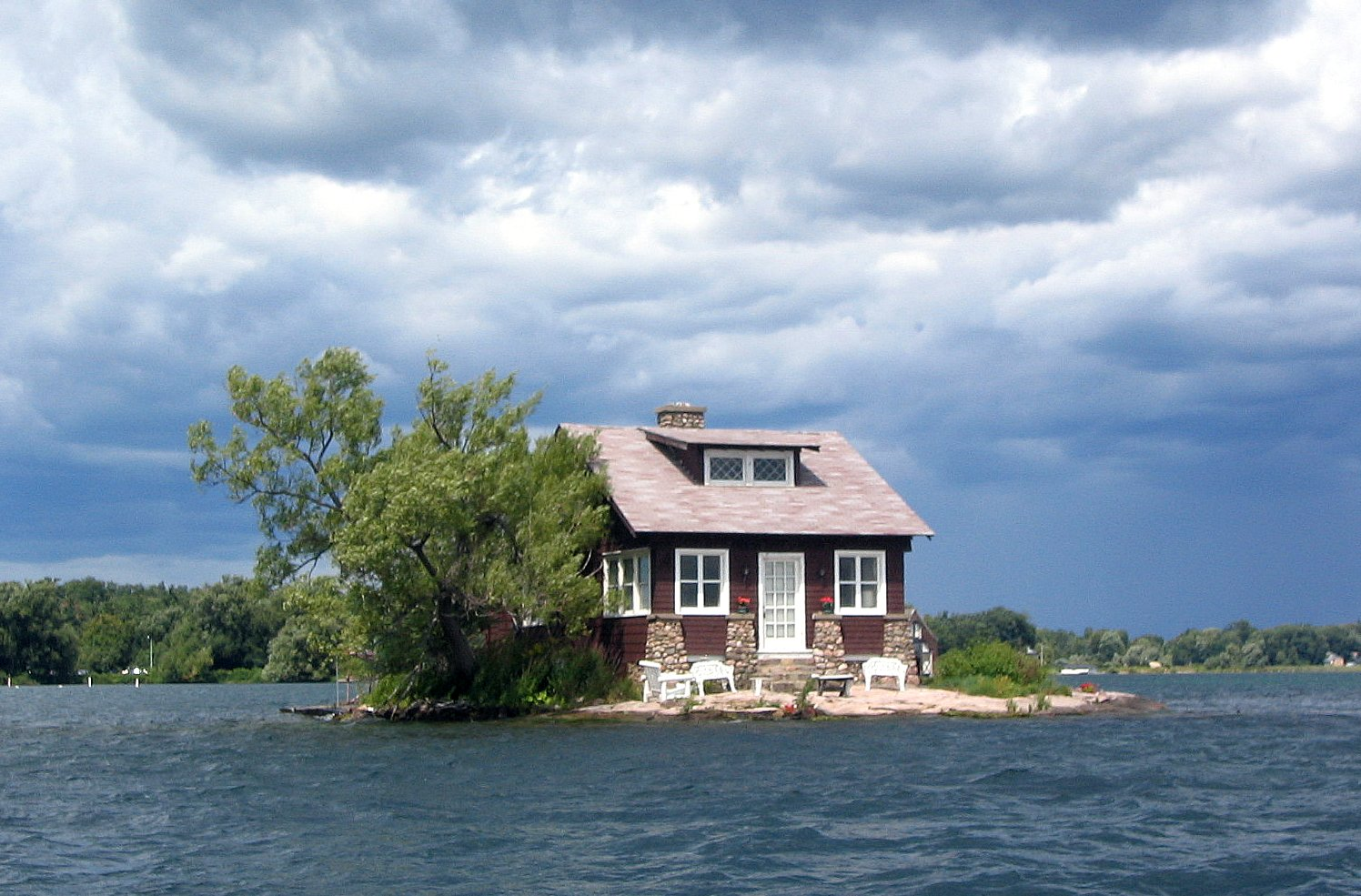